# Старогабский сельсовет
Старога́бский сельсовет — упраздненная административная единица на территории Мядельского района Минской области Республики Беларусь.
Создан 12 октября 1940 года в составе Мядельского района Вилейской области БССР. С 20 сентября 1944 года в составе Молодечненской области, с 20 января 1960 года в составе Минской области. В 2002 году упразднена деревня Червечово.
28 мая 2013 года сельсовет был упразднён, территория присоединена к Слободскому сельсовету.
Население сельсовета по переписи 2009 года составляло 755 человек, из них 94,3 % — белорусы, 4,1 % — русские, 0,7 % — поляки.
В 2011 году население составляло 824 человека.

## Состав
Старогабский сельсовет включал 16 населённых пунктов:
- Бадени — деревня
- Бояры — деревня
- Гнездище — деревня
- Зани — деревня
- Кончани — деревня
- Кочаны — деревня
- Ляховичи — деревня
- Мисуны — деревня
- Мозолевщина — деревня
- Моховичи — деревня
- Новоселки — деревня
- Новые Габы — деревня
- Петрово — деревня
- Романовщина — деревня
- Старые Габы — агрогородок
- Усовщина — деревня
- Червечово — деревня

## Производственная сфера
- ГП «ГабыАгро»
- ОАО «Зани»

## Социально-культурная сфера
- Учреждения образования: ГУО «Старогабский учебно-педагогический комплекс детский сад-средняя школа»
- Учреждения культуры: СДК аг. Старые Габы, сельская библиотека аг. Старые Габы, СДК д. Зани, сельская библиотека д. Зани
- Учреждения здравоохранения: Фельдшерско-акушерские пункты: аг. Старые Габы, д. Зани.